# Таубате
Таубате́ (порт. Taubaté) — муниципалитет в Бразилии, входит в штат Сан-Паулу. Составная часть мезорегиона Вали-ду-Параиба-Паулиста. Входит в экономико-статистический микрорегион Сан-Жозе-дус-Кампус. Население составляет 273 426 человек на 2010 год. Занимает площадь 625,916 км². Плотность населения — 436,8 чел./км².

## История

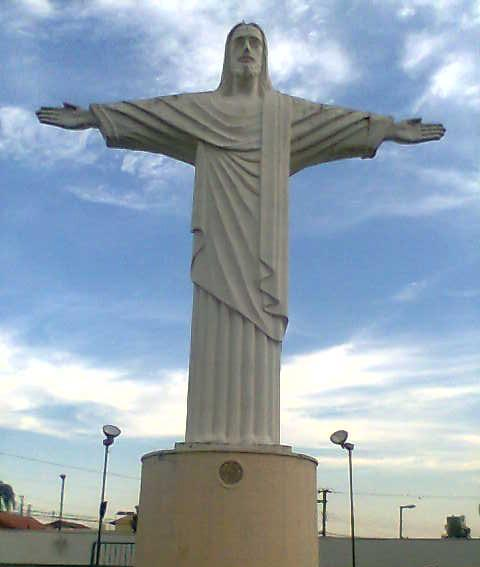

Город основан в 1639 (1646) году.

## География
Климат местности: горный тропический.

## Население
| Год  | Численность | Численность |
| ---- | ----------- | ----------- |
| 1970 | 101 100     | [ 3 ]       |
| 1980 | 155 000     |             |
| 2000 | 244 165     | [ 4 ]       |
| 2010 | 278 686     | [ 5 ]       |
| 2015 | 302 331     | [ 6 ]       |
| 2020 | 317 915     | [ 7 ]       |
| 2022 | 310 739     | [ 8 ]       |

## Известные уроженцы
- Лобату, Монтейру (1882—1942) — один из крупнейших бразильских писателей, переводчик и художественный критик.

## Статистика
- Валовой внутренний продукт на 2005 составляет 4.618.506 mil реалов (данные: Бразильский институт географии и статистики).
- Валовой внутренний продукт на душу населения на 2005 составляет 17.267,00 реалов (данные: Бразильский институт географии и статистики).
- Индекс развития человеческого потенциала на 2000 составляет 0,837 (данные: Программа развития ООН).

## Города-побратимы
- Йонедзава, Япония (28 января 1974)